# Малкі (гміна Сусець)
Малкі (пол. Małki) — частина села Кункі у Польщі, в Люблінському воєводстві Томашівського повіту, ґміни Сусець.

## Історія
Первісним населенням були русини-лемки, які компактно проживали на своїх історичних землях.